# Distretto di Wudu
Il distretto di Wudu (武都区S, Wǔdū QūP) è un distretto della Cina, situato nella provincia del Gansu.